# ビードットメディカル
株式会社ビードットメディカル（英: B dot Medical Inc.、BDM）は、江戸川区に本社を置く、陽子線がん治療装置を開発・製造・販売する日本の医療機器メーカー。

## 事業概要
陽子線がん治療は、その物性から正常組織へのダメージが少なく、同じ放射線治療の中でも一般に広く普及しているX線治療よりも低侵襲でQOLが高いとされている。しかし、従来、陽子線治療には高さ約12メートル（3階建てのビル相当）の巨大な装置が必要であったため、スペースとコストの制約から世界的に普及が進んでいない。
研究者として放射線医学総合研究所（放医研）（現量子科学技術研究開発機構）に所属し、重粒子線治療装置開発や臨床応用の中心的役割を担っていた古川卓司が、2017年に放医研発ベンチャー第一号となる株式会社ビードットメディカルを創業した。当初は日本国内外で粒子線治療装置の導入プロジェクトを支援するコンサルテーション事業を中心としていたが、粒子線治療の普及には装置の小型化が不可欠と考え、超小型陽子線がん治療装置の開発に取り組んだ。試行錯誤を経て、超伝導電磁石を用いて陽子線のビームを制御する「マグネティックガントリー」を発明し、照射装置の高さを従来の約3分の1まで縮小し、2020年5月原理実証に成功した。2023年11月には日本の厚生労働省より医療機器としての薬事承認を取得した。

## 沿革

### 2017年
- 株式会社ビードットメディカル設立 量研機構／放医研ベンチャー認定取得
- Magnetic Gantry（磁気式ガントリー）の開発を開始

### 2019年
- 超小型陽子線がん治療装置開発プロジェクトを公表
- NEDOの研究開発型ベンチャー支援事業／企業間連携スタートアップに対する事業化支援［NEDO-SCA］交付事業者として採択される[2]

### 2020年
- 第一種医療機器製造販売業許可取得
- 令和2年度医工連携イノベーション推進事業（開発・事業化事業）［AMED］採択[3]

### 2021年
- NEDOの2021年度研究開発型スタートアップ支援委事業［NEDO-PCA］交付事業者として採択される[4]

### 2022年
- 超小型陽子線がん治療装置の原理実証に成功
- 超小型陽子線がん治療装置での高速スキャニング照射に成功

### 2023年
- 江戸川がんセンター構想実現のための基本契約調印式を開催[5]
- 超小型がん治療装置の薬事承認を取得

## 受賞歴
- 2019年 第18回ベンチャー・カップCHIBA　ビジネスプラン発表会　AI賞
- 2019年 CYBERNICS EXPO C-Startup Pitch　審査員特別賞
- 2020年 Japan Venture Awards　中小機構理事長賞[6]
- 2020年 第1回IP BASE AWARD　スタートアップ部門　奨励賞[7]
- 2020年 Healthtech/SUM　ピッチコンテスト　PwC賞
- 2022年 令和3年度　技術・ブランド・知的財産ビジネスプランコンテスト　グランプリ
- 2022年 スタートアップワールドカップ2022　ジャパネット賞[8]
- 2023年 第4回スタ★アトピッチJapan　グランプリ[9]
- 2024年 iFデザインアワード[10]
- 2024年 レッド・ドット・デザイン賞[11]